# Belgische Badmintonmeisterschaft 1964
Die Belgische Badmintonmeisterschaft 1964 fand in Brüssel statt. Es war die 16. Auflage der nationalen Badmintonmeisterschaften von Belgien.	

## Titelträger
| Disziplin    | Sieger                            |
| ------------ | --------------------------------- |
| Herreneinzel | Anton Verstoep                    |
| Dameneinzel  | June Vander Willigen              |
| Herrendoppel | Roger Vanmeerbeek Herman Moens    |
| Damendoppel  | Bep Verstoep June Vander Willigen |
| Mixed        | Herman Moens June Vander Willigen |